# Personnages du Prisonnier
 (août 2011).
Cet article présente les personnages de la série télévisée Le Prisonnier de 1967. Ils ont été créés par George Markstein et Patrick McGoohan. Leur particularité, pour certains, est de ne pas avoir de nom, mais d'être identifiés uniquement par un numéro ou une fonction.
Les relations entre le héros de la série (dont Numéro 6 interprété par Patrick McGoohan), et les autres personnages, s'articulent dans et autour du « Village », prison secrète très particulière, à objectifs multiples, qui utilise diverses techniques de manipulation et de persuasion, par la force, par voie chimique, psychologique, ou pression sociologique,

## Personnages du Village

### Le maître d'hôtel
- Statut : gardien ; Nom : Inconnu ; Personnage récurrent : oui
- Interprète : Angelo Muscat

Personnage muet mesurant 1,30 m, sans nom ni numéro, il est le serviteur de tous les Numéro 2 successifs. C'est, avec le Numéro 6, un personnage récurrent au fil des différents épisodes.
À la fin de la série, il accompagne le numéro 6 enfin libéré.

### Numéro 1
Qui est le Numéro 1 ? Son identité, comme son existence même, restent indéterminées.

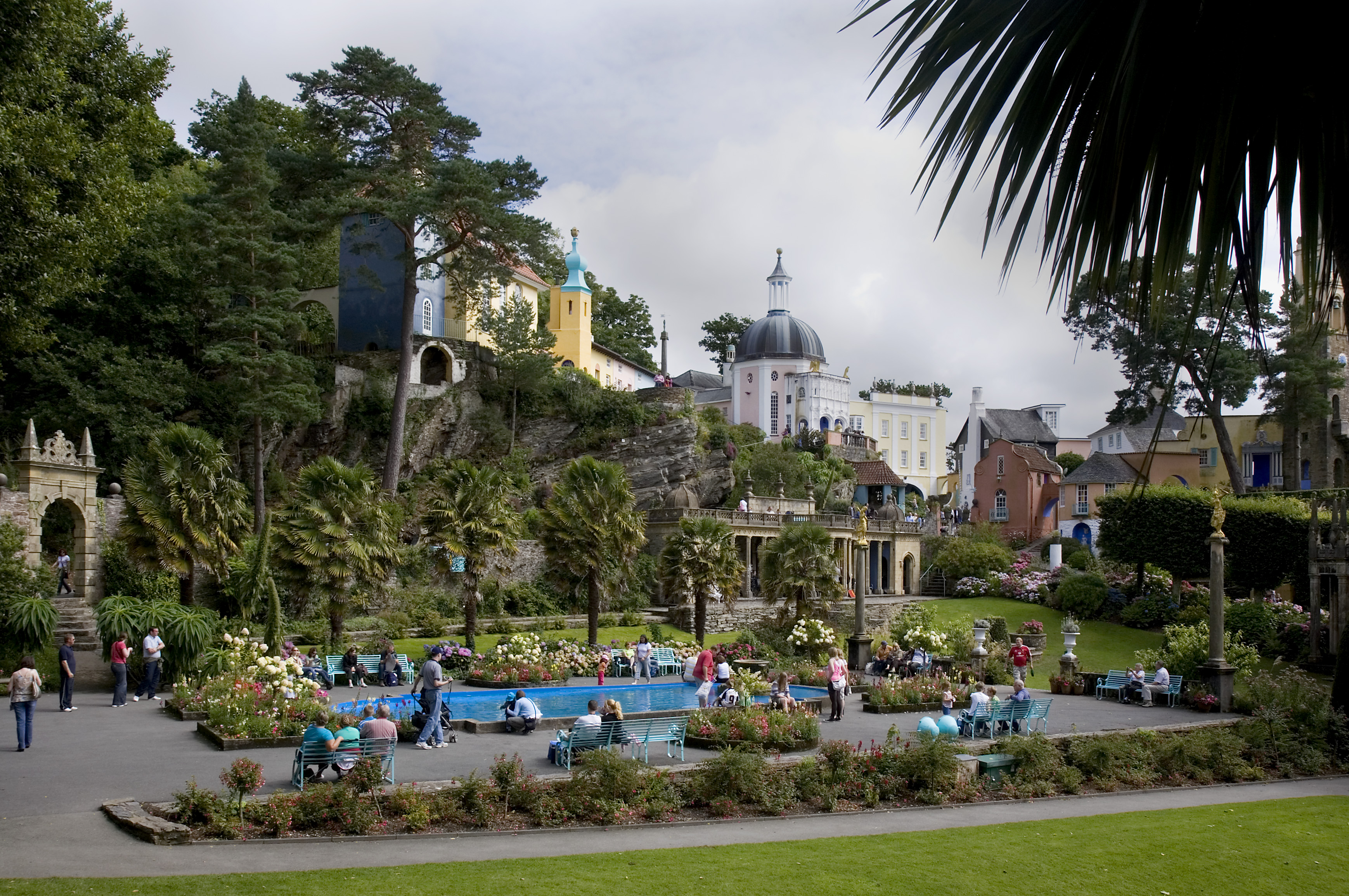
Portmeirion - La place centrale.

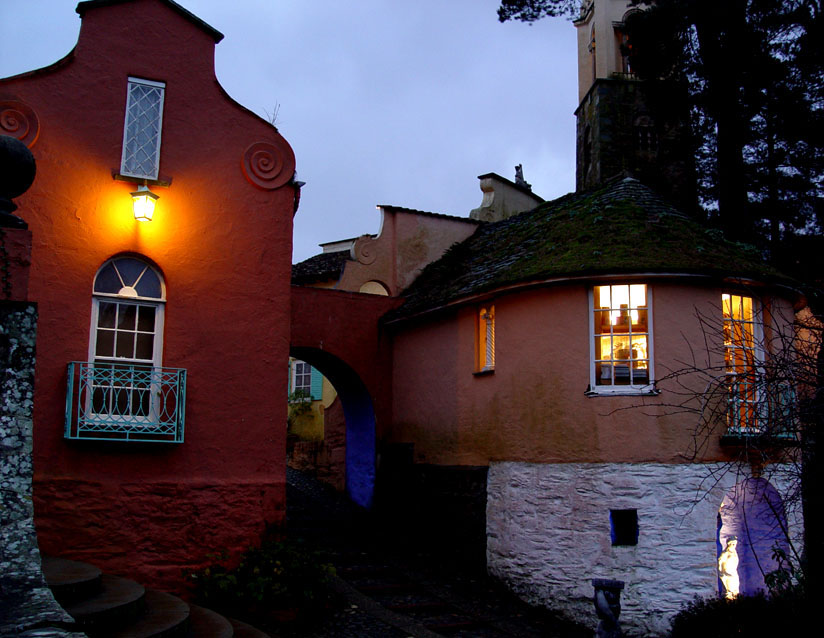
Portmeirion - À droite de l'arche, la maison du Numéro 6, que l'on voit depuis la place centrale.

Le Numéro 6 suppose toujours que quelqu’un nommé Numéro 1 est responsable du Village, mais seulement à deux reprises dans la série, quelqu’un des autorités du Village reconnaît directement l’existence du Numéro 1.
- À la fin du 13e épisode L'Impossible Pardon, le Colonel implore le Numéro 2 : « Vous devez contacter le Numéro 1 et lui dire que j’ai fait mon devoir »
Il n’est pas clairement établi si le Colonel suppose juste que le supérieur du Numéro 2 est le Numéro 1 ou s’il a déjà rencontré le Numéro 1. Le Colonel n’est certainement pas un membre de la hiérarchie du Village et n’a pas de numéro. L'incapacité du Numéro 6 à interpréter cette phrase a certainement un sens précis.[réf. nécessaire]

- Dans l’épisode final, le Numéro 1 apparaît comme une personne masquée et encapuchonnée. La fin très attendue par les spectateurs réserve une surprise difficile à interpréter lorsque finalement le masque tombe : lorsque son masque lui est retiré, il porte un masque de singe, mais quand ce masque lui est ôté, le visage du Numéro 6 est révélé. Il grimpe alors à une échelle et ferme une trappe derrière lui, en riant comme un fou.

- Aucune affirmation claire et directe concernant le Numéro 1 n’est jamais clairement interprétable. Même quand c’est le sujet de discussion dans la série :
  - avec le Numéro 2 dans le 2e épisode: Le Carillon de Big Ben qui déclare : « cela n’a pas d’importance de savoir qui est le Numéro 1 ».
  - encore avec le Numéro 2 dans le 4e épisode : Liberté pour tous, quand le prisonnier et le Numéro 2 discutent des conséquences d’être élu Numéro 2, le vieil homme déclare : « le Numéro 1 ne sera plus un mystère pour vous, si vous comprenez ce que je veux dire ».

Les deux formulations pourraient s’accorder sur l’existence d’un véritable Numéro 1, ou simplement faire référence au désir du Numéro 6 de rencontrer le Numéro 1.
Il est aussi possible que le Numéro 1 ne soit pas humain, comme Le Général.
Dans leurs fonctions officielles, le Numéro 2 et les autorités du Village évitent même d’appeler le Numéro 1 par son titre.
Certains ont interprété cela comme une indication qu’il n’y avait en fait aucun Numéro 1, dans le sens d’une personne, tout comme le non-existant Big Brother dans 1984 d’Orwell.
Il est évident, cependant, que quelqu’un donne certainement des ordres directs aux Numéro 2, parce que dans plusieurs épisodes, les Numéro 2 apparaissent intimidés au téléphone par une personne à qui ils s’adressent seulement par « Monsieur ».
Selon le cocréateur George Markstein, « Numéro 1 est le vilain aux commandes ».
Le Numéro 1 pourrait aussi être à la fois le téléspectateur et le double du Numéro 6 (l'un est le côté pile et l'autre le côté face). Dans une interview pour la télévision conduite par Mike Smith dans les années 1970, Patrick McGoohan déclara :
« La raison pour laquelle c'était déroutant, et décevant pour les spectateurs, je pense, était qu'ils attendaient une fin similaire à celle d'un James Bond, avec un homme mystérieux, un grand chef ou ce genre de chose qu'on trouve dans ces films ; et bien sûr ce n'était pas du tout l'intention. L'objet était le plus grand mal dans l'être humain, l'essence humaine ; et c'est nous-mêmes, car en chacun de nous la plus dangereuse chose terrestre, c'est ce qui est en nous. Et c'est pour ça que j'ai fait le n°1 : soi-même, une image de soi-même qu'il essaye de battre. »
À cet égard on peut interpréter des indices : l'ancien logement du héros à Londres porte le numéro 1, et dans le générique, à la question « qui est le numéro 1 ? », la réponse du numéro 2 peut certes s'interpréter comme une non-réponse « vous êtes le numéro 6 », mais aussi, en anglais, comme « vous, numéro 6 » (You are, No. 6.)
- George Baker (Arrival),
- David Bauer (en) (Living in Harmony),
- Patrick Cargill (Hammer into Anvil),
- Georgina Cookson (en) (Many Happy Returns),
- Guy Doleman (Arrival),
- Clifford Evans (en) (Do Not Forsake Me Oh My Darling),
- Colin Gordon (The General and A, B and C),
- Kenneth Griffith (The Girl Who Was Death),
- Rachel Herbert (Free for All),
- Leo McKern (The Chimes of Big Ben, Once Upon a Time and Fall Out),
- Mary Morris (Dance of the Dead),
- Derren Nesbitt (It's Your Funeral),
- Eric Portman(Free for All),
- Robert Rietti (voix dans la version anglaise)
- Anton Rogers (en) (The Schizoid Man),
- John Sharp (crédité comme John Sharpe) (A Change of Mind),
- Andre Van Gyseghem (en) (It's Your Funeral),
- Peter Wyngarde (Checkmate),

### Numéro 2
- Statut : gardien, Nom : inconnu ; Personnage récurrent : oui

Autorité (visible) suprême du Village. Mandatés par une organisation secrète pour gérer la prison du village, et en l'occurrence obtenir la coopération du Numéro 6, prisonnier de première importance à leurs yeux. L'objectif premier des numéro 2 est d'extorquer des renseignements au numéro 6, notamment l'explication de la démission de ce dernier.
L'objectif final de l'opération étant d'obtenir également la conversion du prisonnier à leur cause, elle impose aux numéros 2 un recours modéré à la force et privilégier des techniques sophistiquées d'interrogatoire, en recourant à la manipulation mentale, le lavage de cerveau.
Les numéro 2 étaient tour à tour des personnages parfois autoritaires (Anton Rogers, George Baker), parfois faussement avenant (Guy Doleman et Leo McKern), toujours manipulateurs. Ils étaient remplacés et interprétés par un(e) comédien(ne) différent(e) à chaque épisode ; le personnage pouvait avoir même un successeur au cours d'un même épisode (Ex : L'arrivée).
Toutefois, certains acteurs tiennent le rôle du Numéro 2 à plusieurs reprises :
- Leo McKern :
  - Le Carillon de Big Ben (The Chimes of Big Ben)
  - Il était une fois (Once upon a time)
  - Le Dénouement (The fallout).
- Colin Gordon :
  - A, B et C (A, B & C)
  - Le Cerveau / Le Général (The General)

Trois femmes tiennent ce rôle (pour les deux dernières, leur identité en tant que Numéro 2 n'est révélée qu'en toute fin d'épisode) :
- Mary Morris : Danse de mort (Dance of the dead)
- Rachel Herbert : Liberté pour tous (Free for all)
- Georgina Cookson (en) : Le Retour (Many happy returns)

### Numéro 6
- Statut : prisonnier; Nom : Inconnu (peut être John Drake); Personnage récurrent : oui (personnage principal)
- Interprète : Patrick McGoohan ; Doublure : Frank Maher (en) ; VF : Jacques Thébault

C'est le héros de la série : il exerce une fonction hautement confidentielle et détient des informations présentant un intérêt stratégique pour un camp « adverse », donc par définition très « sensibles » du point de vue de son propre employeur. Démissionnaire, il est classé dans la catégorie « démissionnaire » par un système de classement par ordinateur. Chez lui, il a été gazé, kidnappé, et se retrouve prisonnier dans ce qui semble, a priori, être une île accueillante, appelé « Le Village », mais qui se révèle être une prison particulière, conçu comme une copie de la société, disposant d'un conseil parlementaire.
Il est accueilli avec courtoisie, se voit attribuer un cottage modernisé, parfaitement équipé, et dispose même d'une servante ; il se voit proposer d'intégrer la communauté du Village, de participer à ses activités, même de se présenter aux élections.
Il est en fait surveillé en permanence ; on lui attribue un numéro de sécurité permettant d'obtenir de la monnaie, et il se rend compte qu'il est impossible de sortir naturellement du Village.
Ceux qui l'ont enfermé veulent tout savoir de son passé d'agent secret et du motif de sa démission, et, en sous main, de progressivement le convertir. C'est ce qui légitime les interrogatoires, pièges et stratagèmes menés par les différents Numéro 2, qui dispose d'une organisation d'agents, de systèmes de surveillances, d'inquisiteurs et d'experts ès « manipulations mentales ».
Le prisonnier cherche en permanence à découvrir qui dirige le Village. Chaque épisode relate un duel entre le Numéro 6, qui ne veut pas céder à la pression et est déterminé s'échapper du village à tout prix, et son adversaire, un « numéro 2 » à chaque fois différent.
Le nom du prisonnier n'est pas cité ; dans l'épisode Le retour, il dit s'appeler Peter Smith mais ce nom très commun et la méfiance qui anime le héros à ce moment-là laissent penser que ce nom est probablement faux. Dans ce même épisode, il affirme que son anniversaire est le 19 juin, ce qui contredit la date du 19 mars annoncée au tout début de la série. La série étant à lecture ouverte, on peut penser qu'il s'agit de John Drake, si l'on estime que la série est une suite naturelle de Destination Danger, la série télévisée dans laquelle Patrick McGoohan interprétait le célèbre agent secret : le look de l'acteur dans les deux séries est rigoureusement identique, en dehors de la tenue vestimentaire propre à la seconde série. D'ailleurs le village de Portmeirion, qui sert de décor au Prisonnier, a été également utilisé dans deux épisodes de la série Destination Danger.
Gimmick du numéro 6 : « Je ne suis pas un numéro, je suis un homme libre ».

### Numéro 6: l'usurpateur
- Statut : gardien ; Nom : Curtis; Personnage récurrent : non
- Interprète : Patrick McGoohan ; Doublure : Frank Maher (en)
- Episode 5 : Double personnalité

C'est un sosie du numéro 6 qui a été créé de toutes pièces, afin d'inverser les rôles et de dérouter le vrai numéro 6, qui a été reconditionné et rebaptisé « Numéro 12 ».

### Numéro 8
- Statut : prisonnière a priori ; Nom : Nadia Rokovsky ; Personnage récurrent : non
- Interprète : Nadia Gray
- Le Carillon de Big Ben

Une championne de natation, prisonnière du village, qui va s'évader avec le numéro 6. Les apparences seront trompeuses.

### Numéro 14
Dans l'épisode 3, A, B et C, le Numéro 14, sous les ordres d'un Numéro 2 extrêmement stressé par la pression de son invisible hiérarchie, tente de manipuler les pensées du Numéro 6 et de les convertir visuellement sur un écran en couplant l'administration de drogues à une machine sophistiquée.

### Numéro 26: le superviseur
- Statut : gardien ; Nom : Inconnu ; Personnage récurrent : oui
- Interprète : Peter Swanwick (en)

C'est un personnage récurrent, responsable de la surveillance vidéo du village et des actions de contre-mesure en cas de tentative d'évasion.
Ses gimmicks sont restés dans les mémoires des fans de la série : Alerte jaune, Alerte orange qualifiant la progression d'un prisonnier dans une tentative d'évasion et déclenchant l'intervention des services de sécurité.
Bien qu'étant un personnage central dans le système de surveillance contraignant le héros, il n'a quasiment aucun contact direct avec le Numéro 6, sauf dans la scène finale du 16e épisode Il était une fois, le superviseur s'adresse à lui en ignorant le Numéro 2, et lui demande :

- Que désirez-vous ?

- Le Numéro 1.

- Suivez–moi.